# Fedjefjord
Der Fedjefjord ist ein Fjord in der westnorwegischen Provinz Vestland. Er erstreckt sich von der Insel Holmengrå mit dem Leuchtturm Holmengrå fyr im Norden in südöstlicher Richtung bis zum Fedjeosen vor der Insel Hernar im Süden. Hier mündet er in den Hjeltefjord. Der etwa 20 Kilometer lange und bis zu 5 Kilometer breite Fjord hat seine tiefste Stelle vor dem Nordende der Insel Fedje, wo er eine Tiefe von etwa 393 Metern erreicht. Unweit dieser Stelle verkehrt die einzige Fährverbindung über den Fjord, die Fedje mit Sævrøy in der Kommune Austrheim verbindet. Der Fedjefjord bildet die Grenze zwischen den beiden Kommunen.
Der Fedjefjord wird an beiden Seiten von einer Vielzahl von Inseln und Schären gesäumt, welche die Überfahrt bei schlechtem Wetter erschweren. Besonders am Nordende des Fjordes liegen eine Reihe von Schiffswracks auf dem Meeresgrund. Das bekannteste ist das Wrack des deutschen Unterseebootes U 864, das am 9. Februar 1945 vom britischen U-Boot Venturer versenkt und erst im Februar 2003 in 150 Metern Tiefe wiederentdeckt wurde. Das mit zirka 67 Tonnen Quecksilber beladene U-Boot stellt ein massives Umweltrisiko für die Umgebung dar. Nach derzeitigen Plänen (2021) gilt eine Umschalung der betroffenen Fläche als sicherste Lösung.